# Sultanato di Witu
Il Sultanato di Witu, anche detto Protettorato di Witu, Wituland, Swahililand o semplicemente Witu, fu un piccolo sultanato esistito tra il 1858 ed il 1920 lungo la costa dell'Africa orientale, nell'odierno Kenya. Fu protettorato della Germania tra il 1885 ed il 1890, quando in virtù del trattato di Helgoland-Zanzibar questa vi rinunciò in favore del Regno Unito; nel 1920 il territorio di Witu fu poi definitivamente incorporato nella colonia dell'Africa Orientale Britannica.

## Storia
Il sultanato venne fondato nel 1858 da Ahmad ibn Fumo Bakari, appartenente alla vecchia famiglia regnante del Sultanato di Pate: il territorio si estendeva lungo una stretta fascia costiera di fronte all'Oceano indiano, tra il porto di Lamu a nord e la foce del fiume Tana a sud, per una superficie complessiva di circa 3.000 km²; la capitale fu posta nella piccola cittadina di Witu.
Il territorio di Witu divenne un luogo di rifugio per schiavi in fuga e fu per questo ripetutamente oggetto di attacchi da parte del Sultanato di Zanzibar, molto attivo nella tratta degli schiavi; nel 1867 il sultano Ahmad inoltrò al Regno di Prussia, per tramite dell'esploratore tedesco Richard Brenner, la richiesta di istituire un protettorato su Witu come forma di difesa dagli attacchi di Zanzibar, ma tale richiesta non fu presa in considerazione dal governo di Berlino, impegnato con il procedimento di unificazione della Germania.
Tra il 1878 ed il 1879 altri due esploratori tedeschi, i fratelli Clemens e Gustav Denhardt, condussero missioni diplomatiche nel territorio di Witu guadagnandosi l'appoggio del nuovo sultano Fumo Bakari ibn Ahmad: l'8 aprile 1885 i due fratelli acquistarono dal sultano un'area di 25 km² nei pressi di Witu dove istituirono una compagnia commerciale, la Tana-Gesellschaft. La richiesta dei fratelli Denhardt perché la Germania si facesse carico della protezione dei loro interessi a Witu trovò l'appoggio favorevole del cancelliere Otto von Bismarck, intenzionato ad avviare una solida politica coloniale: il 27 maggio 1885 l'Impero tedesco proclamò formalmente l'istituzione di un protettorato su Witu, e la nave da guerra SMS Gneisenau sbarcò un piccolo contingente di fanti di marina nella cittadina per dar corpo a tale rivendicazione; il 7 agosto 1885 una squadra navale tedesca compì una dimostrazione di forze davanti Zanzibar, obbligando il locale sultano a riconoscere formalmente il protettorato su Witu.
Il controllo tedesco su Witu fu relativamente mite e benevolo, e benché un "commissario del Reich" nella persona di Clemens Denhardt gestisse direttamente la politica estera del sultanato, questo continuò a godere di una certa autonomia nell'amministrazione dei propri affari interni. Gli alti costi di gestione delle spedizioni coloniali ed il desiderio di migliorare i rapporti con il Regno Unito spinsero però Bismarck a perdere interesse al mantenimento di tale possedimento: il 1º luglio 1890, con la firma del trattato di Helgoland-Zanzibar, la Germania trasferì il protettorato su Witu al Regno Unito rinunciando a tutte le sue rivendicazioni territoriali a nord del fiume Tana. La notizia del trasferimento fu male accolta dal sultano che giustiziò un tedesco che lo aveva insultato in pubblico dopo aver subito la confisca di un terreno.
Nei giorni successivi scoppiò una sommossa, ordita dallo stesso sultano, che, a differenza dei predecessori che avevano appoggiato la presenza tedesca, aveva - al riguardo - una posizione opposta. Durante i disordini alcuni mercanti tedeschi furono uccisi dalla folla inferocita: il 26 ottobre 1890 una spedizione militare congiunta britannica-zanzibarina giunse a Witu per ristabilire l'ordine. Ammazzarono oltre 400 cittadini, tra i quali molti "giriama" innocenti, costrinsero il sultano Fumo Bakari ibn Ahmad alla fuga a Lamu, dove fu avvelenato e morì pochi giorni dopo. Il trono del sultanato, ora ridotto nei fatti ad un vassallo di Zanzibar, andò brevemente a Bwana Shaykh ibn Ahmad prima di passare nel 1891 a Fumo `Umar ibn Ahmad; la schiavitù fu formalmente abolita nel marzo del 1891, ed unità di polizia anglo-indiane furono stanziate a Witu per mantenere l'ordine.
Uno dei fratelli dello spodestato Fumo Bakari, Fumo Oman, diede vita ad un movimento di resistenza contro il dominio britannico nel nord del sultanato, nei pressi della cittadina di Jongeni, riuscendo anche nel 1893 a provocare la caduta di Fumo `Umar ibn Ahmad; una seconda spedizione militare britannica nel luglio del 1893 portò alla sconfitta di Fumo Oman ed alla restaurazione del precedente sultano, che rimase in carica fino al 1920 quando il territorio fu definitivamente incorporato nella colonia dell'Africa orientale britannica.

## Sultani di Witu
I sultani di Witu portavano l'appellativo di mfalume, ovvero il termine swahili per "sultano".
- 1858 – 1888: Ahmad ibn Fumo Bakari
- 1888 – 1890: Fumo Bakari ibn Ahmad
- 1890 – 1891: Bwana Shaykh ibn Ahmad
- 1891 – 1893: Fumo `Umar ibn Ahmad (1º periodo)
- 1893 – 1895: vacante
- 1895 – 1923: Fumo `Umar ibn Ahmad (2º periodo)